# 漢字でGO!
『漢字でGO!』（かんじでゴー!）は、Micelleにより開発されたフリーゲーム。
2023年5月24日にPLiCy上で公開された。その後、スマートデバイス（iOS / Android）
向けにも配信された。

本作はRPGツクールMVで開発されており、web上で無料でプレイできる。問題の漢字のフォントにはセイビタカナワが使われており、このフォントが対応していない漢字は開発者が自ら合成して製作している。エクストラモードを除き、問題の募集もされている。
2024年12月16日には、ツクールシリーズを管轄するGotcha Gotcha Gamesと、集英社の共同制作という形で、『漢字でGO! 集英社マンガ祭』が配信された。

## ルール
『ネプリーグ』のファイブツアーズのように、次々と出題される漢字の読みを回答していく。地名・人名・スラングや則天文字・チュノム（一部レベルのみ）などからも出題される。所定の問題数を正解すればクリアだが、誤答すると残機が減り、残機が0になるとゲームオーバーとなる。
正解が2文字以上で1文字だけ違う場合「おしい！」と表示される。
「いれかえ」をオンにしていると、各ステージで一度だけ問題入れ替えることができる。

## モード
メイン
出題される漢字の読み方を回答する。ノーマル・ハード・ゲキムズ・ヘル・新たに追加された「???」の5つの難易度があり、後半につれレベルが上昇する。
(「???」のモード以外においてCtrlを押すと+モードになり、開放すると+モードで遊べる。)
カジュアル
決められたお題に関する問題を回答する。ボーナスが入ることもある。ボーナス問題はゲームの進行に影響しない。
ラッシュ
最初から最後まで同じレベルの問題を回答する。
エクストラ
漢字以外の問題が出題される。
- 数字アタック - 計算問題。
- 鬼数字アタック - 計算問題だが、数字は漢字やローマ数字など多様な文字で表される。
- 英語アタック - 意味やわかっている文字をもとに英単語を回答する。
- 元素記号 - 元素名を見て元素記号を回答する。